# Machadobelba tuberculata
Machadobelba tuberculata är en kvalsterart som beskrevs av Csiszár 1961. Machadobelba tuberculata ingår i släktet Machadobelba och familjen Machadobelbidae. Inga underarter finns listade i Catalogue of Life.